# El Casinet
El Casinet se encuentra situado en la calle Josep Benlliure número 272 de Valencia (España). Es un edificio histórico de estilo modernista valenciano perteneciente a la Sociedad Musical Unión de Pescadores, fundada en 1926, una de las sociedades musicales más antiguas de la ciudad de Valencia.

## Edificio
Conocido popularmente como El Casinet, fue construido en 1909 y es uno de los edificios más emblemáticos del barrio del Cabanyal de Valencia. De estilo modernista valenciano, es obra del maestro de obras local Juan Bautista Gosálvez Navarro.
De amplias dimensiones, posee tres fachadas recayentes a tres calles distintas, ocupando casi toda la manzana. Consta de planta baja y una única altura. Su ornamentación es muy sobria y austera en la planta baja. En la primera altura en cambio la decoración de tipo floral de estilo modernista es algo más profusa, por ejemplo, en las barandillas de forja de hierro de los balcones. Especialmente es apreciable el cambio ornamental en el remate del edificio, con un frontispicio con un óculo central con ornamentación vegetal y una balaustrada, marcadamente modernistas. 
El edificio originariamente fue construido en 1909 para albergar la sede de la sociedad El Progreso Pescador, cooperativa de carácter obrero fundada en 1902. En 1924 dicha sociedad se encuentra con serios problemas económicos. Deciden la fusión de la cooperativa con la Unión de Pescadores que pagará todas las deudas de la anterior a cambio de quedarse con la propiedad del edificio.
Desde los balcones del histórico edificio el célebre escritor valenciano Vicente Blasco Ibáñez dio numerosos mítines políticos durante la etapa más pujante del blasquismo político.
En 1926 se crea la Sociedad Musical Unión de Pescadores en el propio edificio. Después de la guerra civil española, la Unión de Pescadores fue extinguida debido a su vinculación con la CNT y otras organizaciones de izquierda. El edificio fue ocupado por Falange Española durante la dictadura de Franco. La única actividad que perduraría en el edificio con el paso del tiempo fue la de la Sociedad Musical Unión de Pescadores, continuando actualmente sus fines musicales y culturales como propietaria del edificio.
En el año 2017 se inician las obras de rehabilitación del edificio por parte del ayuntamiento de Valencia que pretenden poner en valor el edificio de estilo modernista valenciano y salvaguardar sus características originales.